# 布特爾斯卡站
布特爾斯卡站（羅馬化：Butyrskaya）是莫斯科地鐵柳布林諾－德米特羅夫線的一個車站，開通於2016年9月16日。